# 貝克頓站
貝克頓站（英語：Beckton DLR station）是碼頭區輕便鐵路的一個車站，也是碼頭區輕鐵貝克頓支線東側的起點車站，位於倫敦東部倫敦碼頭區。貝克頓站位於倫敦第3收費區。車站開通於1994年3月28日。

## 外部連結
- Beckton station page （页面存档备份，存于） on TfL site